# Единая точка входа (шаблон проектирования)
Единая точка входа (англ. Front controller) — обеспечивает унифицированный интерфейс для интерфейсов в подсистеме. Front Controller определяет высокоуровневый интерфейс, упрощающий использование подсистемы.

## Описание
В сложных веб-сайтах есть много одинаковых действий, которые надо производить во время обработки запросов. Это, например, контроль безопасности, многоязычность и настройка интерфейса пользователя. Когда поведение входного контроллера разбросано между несколькими объектами, дублируется большое количество кода. Помимо прочего возникают сложности смены поведения в реальном времени.
Паттерн Front Controller объединяет всю обработку запросов, пропуская запросы через единственный объект-обработчик. Этот объект содержит общую логику поведения, которая может быть изменена в реальном времени при помощи декораторов. После обработки запроса контроллер обращается к конкретному объекту для отработки конкретного поведения.